# Elena Centeno García
Elena Centeno García (Tepeaca, 26 de noviembre de 1961) es una ingeniera topógrafa, hidrógrafa, geóloga, científica, escritora y activista mexicana. Fue la primera mujer en presidir la Sociedad Geológica Mexicana y primera directora del Instituto de Geología de la Universidad Nacional Autónoma de México.(UNAM).  Es integrante de la Junta de Gobierno de la UNAM.Recibió la Medalla Sor Juana Inés de la Cruz y la Medalla Alfonso L. Herrera.[cita requerida]

## Trayectoria
En su educación profesional fue la primera mujer en titularse como ingeniera topógrafa e hidrógrafa por la Universidad Autónoma de Puebla y realizó la maestría en ciencias en la Universidad Nacional Autónoma de México.[cita requerida]
Recibió su doctorado por la Universidad de Arizona con el tema Evolución Tectónica del Terreno Guerrero, occidente de México, la cual fue galardonada por la Geological Society of America Research Grants.[cita requerida]
En 1993 aplicó al programa de Repatriación de Conacyt e ingresó como profesora-investigadora en la Estación Regional del Noroeste del Instituto de Geología en Hermosillo, Sonora.[cita requerida]
Es investigadora del Instituto de Geología de la UNAM en Ciudad de México, donde realiza investigaciones interdisciplinares con temáticas relacionadas la tectónica y la sedimentación, contribuyendo al entendimiento de la evolución geológica del occidente de México y su papel en las reconstrucciones paleogeográficas globales. [cita requerida]
Su trayectoria la convirtió en una referente geocientífica en el ámbito geológico, minero, petrolero y de las primeras mujeres mexicanas en incursionar en la geología forense.[cita requerida]
Fue la primera mujer en presidir la Sociedad Geológica Mexicana en el periodo de 2018-2019, 104 años después de su creación. [cita requerida]
Fue directora del Instituto de Geología de la UNAM en dos periodos consecutivos del 2010 al 2018. [cita requerida]
En sus líneas de investigación se encuentra la Geoquímica y gracias a ello, ha contribuido científicamente, pero también técnicamente durante el 2015-2018 en la construcción e implementación del Laboratorio Nacional de Geoquímica y Mineralogía y en años recientes ha desarrollado el Laboratorio de Análisis de Cuencas Sedimentarias. [cita requerida]
Fue la cuarta mujer en lograr la Presidencia del Instituto Nacional de Geoquímica.[cita requerida]
Coordinó el comité académico de creación de la Escuela Nacional de Ciencias de la Tierra de la UNAM del 2018 al 2022, y fungió como coordinadora del Centro de Estudios Mexicanos UNAM-Tucson, en el campus de la Universidad de Arizona.[cita requerida]
En el 2022, fue elegida, por su labor destacada como investigadora y docente en el área de geología, para ser integrante de la Junta de Gobierno de la Universidad Nacional Autónoma de México.[cita requerida]
Otra de sus actividades es realizar conferencias que motiven a las niñas y mujeres a participar en la ciencia y las áreas STEM.[cita requerida]                                                        
Es miembro de la Academia Mexicana de Ciencias, de la Academia de Ingeniería en México, de la Academia Panamericana de Ingeniería y del Instituto Nacional de Geoquímica.[cita requerida]

## Obra
- «Elena Centeno García». ResearchGate. Consultado el 25 de marzo de 2023.

## Premio y reconocimientos
- 1993 Premio al mejor proyecto doctoral por la Geological Society of America Research Grants.[cita requerida]
- 2007 Recibió la Medalla Sor Juana Inés de la Cruz, reconocimiento otorgado por la UNAM.[cita requerida]
- 2018 Recibió la Medalla Alfonso L. Herrera por parte de la Benemérita Universidad Autónoma de Puebla.[cita requerida]